# Westerau
Westerau település Németországban, Schleswig-Holstein tartományban. Lakosainak száma 777 fő (2023. december 31.).

## Népesség
A település népességének változása:
| Lakosok száma | 729  | 754  | 747  | 741  | 787  | 777  |
|               | 1975 | 2017 | 2019 | 2021 | 2022 | 2023 |